# Tyrannopsis sulphurea
A Tyrannopsis sulphurea a madarak osztályának a verébalakúak (Passeriformes) rendjébe a királygébicsfélék (Tyrannidae) családjába tartozó faj, a Tyrannopsis nem egyetlen képviselője.

## Előfordulása
Trinidad és Tobago, Bolívia, Brazília, Kolumbia, Ecuador, Francia Guyana Guyana, Peru, Suriname és Venezuela területén honos. A természetes élőhelyei a szubtrópusi és trópusi száraz erdők, szubtrópusi és trópusi síkvidéki nedves erdők, száraz szavannák, legelők, szántók és városi környezet.

## Megjelenése
Testhosszúsága 20 centiméter.